# Patrice Tardif (hockey sur glace)
Pour les articles homonymes, voir Tardif.
Cet article concerne le joueur de hockey sur glace. Pour l'homme politique du Québec, voir Patrice Tardif (homme politique).
Patrice Tardif (né le 30 octobre 1970 à Saint-Méthode-de-Frontenac, Québec au Canada) est un joueur professionnel canadien de hockey sur glace,.

## Carrière de joueur
Joueur originaire de la région de Thetford Mines au Québec, il joua quatre saisons dans la National Collegiate Athletic Association avant de joindre les rangs professionnels. Ayant été sélectionné par les Blues de Saint-Louis, il joint les Rivermen de Peoria alors club-école des Blues.
Tout au cours de sa carrière, il joua majoritairement dans les ligues mineurs d'Amérique du Nord. Il n'a joué que deux saisons dans la Ligue nationale de hockey. Il est reconnu comme l'un des joueurs ayant permis aux Blues de mettre la main sur Wayne Gretzky en 1996.
Il joua une saison en Allemagne et une en Italie avant de revenir dans sa province natale, joignant le Prolab de Thetford-Mines en 2001 alors dans la Ligue de hockey semi-professionnelle du Québec. Il joua pour ce club jusqu'à sa retraite du hockey au terme de la saison 2007-08.

## Statistiques
| Saison     | Équipe                               | Ligue      |    | Saison régulière | Saison régulière | Saison régulière | Saison régulière | Saison régulière |    | Séries éliminatoires | Séries éliminatoires | Séries éliminatoires | Séries éliminatoires | Séries éliminatoires |
| Saison     | Équipe                               | Ligue      | PJ | B                | A                | Pts              | Pun              | PJ               | B  | A                    | Pts                  | Pun                  |                      |                      |
| 1988-1989  | Mineurs de Black Lake                | QJHL-B     | 32 | 37               | 33               | 70               | -                | -                | -  | -                    | -                    | -                    |                      |                      |
| 1989-1990  | Lennoxville College                  | QCAA       | 27 | 58               | 36               | 94               | 36               | -                | -  | -                    | -                    | -                    |                      |                      |
| 1990-1991  | Black Bears de l'Université du Maine | NCAA       | 36 | 13               | 12               | 25               | 18               | -                | -  | -                    | -                    | -                    |                      |                      |
| 1991-1992  | Black Bears de l'Université du Maine | NCAA       | 31 | 18               | 20               | 38               | 14               | -                | -  | -                    | -                    | -                    |                      |                      |
| 1992-1993  | Black Bears de l'Université du Maine | NCAA       | 45 | 23               | 25               | 48               | 22               | -                | -  | -                    | -                    | -                    |                      |                      |
| 1993-1994  | Black Bears de l'Université du Maine | NCAA       | 34 | 18               | 15               | 33               | 42               | -                | -  | -                    | -                    | -                    |                      |                      |
| 1993-1994  | Rivermen de Peoria                   | LIH        | 11 | 4                | 4                | 8                | 21               | 4                | 2  | 0                    | 2                    | 4                    |                      |                      |
| 1994-1995  | Rivermen de Peoria                   | LIH        | 53 | 27               | 18               | 45               | 83               | -                | -  | -                    | -                    | -                    |                      |                      |
| 1994-1995  | Blues de Saint-Louis                 | LNH        | 27 | 3                | 10               | 13               | 29               | -                | -  | -                    | -                    | -                    |                      |                      |
| 1995-1996  | IceCats de Worcester                 | LAH        | 30 | 13               | 13               | 26               | 69               | -                | -  | -                    | -                    | -                    |                      |                      |
| 1995-1996  | Blues de Saint-Louis                 | LNH        | 23 | 3                | 0                | 3                | 12               | -                | -  | -                    | -                    | -                    |                      |                      |
| 1995-1996  | Kings de Los Angeles                 | LNH        | 15 | 1                | 1                | 2                | 37               | -                | -  | -                    | -                    | -                    |                      |                      |
| 1996-1997  | Roadrunners de Phoenix               | LIH        | 9  | 0                | 3                | 3                | 13               | -                | -  | -                    | -                    | -                    |                      |                      |
| 1996-1997  | Vipers de Détroit                    | LIH        | 66 | 24               | 23               | 47               | 70               | 11               | 0  | 1                    | 1                    | 8                    |                      |                      |
| 1997-1998  | Americans de Rochester               | LAH        | 41 | 13               | 13               | 26               | 68               | -                | -  | -                    | -                    | -                    |                      |                      |
| 1997-1998  | Vipers de Détroit                    | LIH        | 28 | 10               | 9                | 19               | 24               | 15               | 3  | 7                    | 10                   | 14                   |                      |                      |
| 1998-1999  | Moose du Manitoba                    | LIH        | 63 | 21               | 35               | 56               | 88               | 5                | 1  | 2                    | 3                    | 0                    |                      |                      |
| 1999-2000  | Moose du Manitoba                    | LIH        | 50 | 12               | 18               | 30               | 70               | -                | -  | -                    | -                    | -                    |                      |                      |
| 1999-2000  | Citadelles de Québec                 | LAH        | 18 | 9                | 10               | 19               | 23               | 3                | 1  | 1                    | 2                    | 8                    |                      |                      |
| 2000-2001  | Huskies de Cassel                    | DEL        | 50 | 11               | 14               | 25               | 34               | 8                | 1  | 4                    | 5                    | 10                   |                      |                      |
| 2001-2002  | Hockey Club Bolzano                  | Série A    | 4  | 0                | 2                | 2                | 4                | -                | -  | -                    | -                    | -                    |                      |                      |
| 2001-2002  | Prolab de Thetford-Mines             | LHSPQ      | 40 | 28               | 30               | 58               | 53               | -                | -  | -                    | -                    | -                    |                      |                      |
| 2002-2003  | Prolab de Thetford-Mines             | LHSPQ      | 49 | 28               | 48               | 76               | 77               | 22               | 18 | 15                   | 33                   | 27                   |                      |                      |
| 2003-2004  | Prolab de Thetford-Mines             | LHSMQ      | 40 | 21               | 30               | 51               | 36               | 15               | 10 | 18                   | 28                   | 10                   |                      |                      |
| 2004-2005  | Prolab de Thetford-Mines             | LNAH       | 41 | 13               | 28               | 41               | 56               | 17               | 4  | 8                    | 12                   | 30                   |                      |                      |
| 2005-2006  | Prolab de Thetford-Mines             | LNAH       | 47 | 13               | 33               | 46               | 52               | 17               | 4  | 9                    | 13                   | 18                   |                      |                      |
| 2006-2007  | Prolab de Thetford-Mines             | LNAH       | 44 | 20               | 27               | 47               | 48               | 7                | 3  | 4                    | 7                    | 10                   |                      |                      |
| 2007-2008  | Isothermic de Thetford Mines         | LNAH       | 4  | 0                | 1                | 1                | 8                | -                | -  | -                    | -                    | -                    |                      |                      |
| Totaux LNH | Totaux LNH                           | Totaux LNH | 65 | 7                | 11               | 18               | 78               | -                | -  | -                    | -                    | -                    |                      |                      |

## Transactions en carrière
- 27 février 1996 : échangé aux Kings de Los Angeles par les Blues de Saint-Louis avec Craig Johnson, Roman Vopat, un choix de 5e ronde (Peter Hogan) lors du repêchage d'entrée dans la LNH en 1996 et d'un choix de 1re ronde (Matt Zultek) lors du repêchage d'entrée dans la LNH en 1997 en retour de Wayne Gretzky.
- 9 septembre 1997 : signe un contrat comme agent libre avec les Sabres de Buffalo.